# واصف آدیگوزلف

واصف آدیگوزلف (به ترکی آذربایجانی: Vasif Adıgözəlov) (واصف آدیگوزل) (۲۸ ژوئیه ۱۹۳۵ - ۱۵ سپتامبر ۲۰۰۶) آهنگساز آذربایجانی بود.
پدر وی زلفی آدیگوزلف خواننده مشهوری بود. واصف در ۱۳ سالگی اولین موسیقی خود را برای شعر آذربایجان صمد وورغون نوشت.
واصف در سال ۱۹۵۹ از کنسرتوار آذربایجان در رشته پیانو و آهنگسازی فارغ‌التحصیل شد.

## آثار

### اپرا
- Olular
- Natavan

### اوراتوریا
- Odlar Yurdu (سرزمین آتش)
- Garabagh Shikastasi (شکسته قره‌باغ)
- Chanakkale
- Gam Karvani (کاروان غم)

### کمدی موزیکال
- Maishat Sahnalari
- Nanamin Shahlig Gushu
- Boshanag, Evlenerik
- Lanat Sheytana

### مابقی
مابقی آثار وی شامل ۴ کنسرتو برای پیانو و ارکستر سمفونیک و بیش از ۱۵۰ ترانه برای سینما است.

## افتخارات
- هنرمند خلق آذربایجان - ۱۹۸۹
- جایزه دولت - ۱۹۹۰
- مدال افتخار - ۱۹۹۵
- مدال استقلال - ۲۰۰۵